# Киевская муниципальная академия эстрадного и циркового искусств
Киевская муниципальная академия эстрадного и циркового искусств (укр. Київська муніципальна академія естрадного та циркового мистецтв) — единственное на Украине учреждение высшего образования, которое готовит специалистов эстрадного и циркового искусств.
Ведущее профильное учреждение высшего образования международного масштаба, чьи выпускники прославили украинский и мировой цирки, стали звездами отечественной и зарубежной эстрады.
Академия прошла долгий путь становления от Республиканской студии эстрадно-циркового искусства, которая базировалась в Киевском Цирке, позже реорганизованной в государственное училище, затем в Киевский колледж эстрадного и циркового искусств и, наконец, в 2008 году получив нынешний статус — муниципальной Академии.
Выпускники академии работают в ведущих цирках, театрах, варьете и шоу планеты, многие из них стали звёздами европейского и украинского цирка, шоу-бизнеса, телевидения.

## История

### Студия эстрадно-циркового искусства
В августе 1961 года Приказом Министра культуры Украинской ССР Ростислава Бабийчука, при Укрконцерте была создана Республиканская студия эстрадно-циркового искусства, которая расположилась в помещении недавно открытого Киевского цирка. К созданию заведения присоединились директор и художественный руководитель гастрольно-концертного объединения «Укрконцерт» Л. Богданович, народные артисты УССР Юрий Тимошенко и Ефим Березин, заслуженный артист УССР К. Яницкий, народный артист Украины Борис Заец, заслуженные артисты УССР братья Яловые, а также Г. Ивицкий и П. Киселёв. Обучение в Студии продолжалось два года, существовало четыре отделения: цирковое, разговорное, вокальное и хореографическое. Кроме специализации студенты изучали актёрское мастерство и сценическую речь, историю театра, цирка и эстрады, грим, хореографию, сценическое движение и фехтование, а также фортепиано, сольфеджио, теорию музыки, музыкальную литературу и другие дисциплины. Занятия проходили на одном этаже с репетиционными аудиториями «Укрконцерта», в состав которого входило около трехсот лучших артистов Украины, поэтому студенты с первых дней обучения погружались в профессиональную атмосферу эстрадной жизни. Среди выпускников Студии тех времен насчитывалось семьдесят лауреатов и дипломантов всесоюзных конкурсов.

### Киевское государственное училище эстрадно-циркового искусства
Киевское государственное училище эстрадно-циркового искусства было основано на базе Студии в 1975 году. Первым директором Училища стала Нина Константиновна Солодилина. В новом заведении было создано два отделения: цирковое, где происходила подготовка артистов разных цирковых жанров, и эстрадное, где готовили артистов разговорного жанра, хореографии, эстрадного вокала и различных оригинальных жанров. Срок обучения уже был увеличен до четырёх лет. Из-за капитального ремонта Киевского цирка, с 1988 года заведение десять лет не имело постоянного помещения. Занятия со студентами проходили в Центральном клубе вооруженных сил Украины, в Центральном дворце детского творчества, в организации «Цирк на сцене», во Дворце культуры Университета гражданской авиации, в Театре на Подоле и в Театре драмы и комедии на левом берегу Днепра и др.

### Киевский государственный колледж эстрадного и циркового искусств
В 1999 году Училище было реорганизовано в Киевский государственный колледж эстрадного и циркового искусств. Колледж сразу вошел в состав созданного в этом же году учебного комплекса вместе с Национальной музыкальной академией Украины имени Петра Чайковского и Киевским государственным институтом театрального искусства имени К. Карпенко-Карого (ныне — Киевским национальным университетом театра, кино и телевидения имени И. К. Карпенко-Карого). В том же году Колледж стал действительным членом Международной Ассоциации высших цирковых школ и членом её Президиума и получил собственное помещение сначала по адресу ул. Большая Житомирская, 2, а с 2002 переезжает в четырёхэтажного здания по адресу: 01032, г. Киев, ул. Жилянская, 88. Колледж готовил профессиональных артистов по 12 специализациям: цирковая акробатика, цирковая гимнастика, эквилибристика, жонглирование, клоунада, музыкальная эксцентрика, пантомима, иллюзия и манипуляция, эстрадное пение, эстрадный танец, разговорные жанры эстрады и «куклы на эстраде». С 1999 года в культурную жизнь Киева вошли ежегодные выпускные шоу-представления Колледжа.

### Киевская муниципальная академия эстрадного и циркового искусств
В 2007 году Колледж был реорганизован в Киевскую муниципальную Академию эстрадного и циркового искусств. С 2011 года Киевскую муниципальную Академию эстрадного и циркового искусств успешно возглавляет Заслуженный деятель искусств Украины, кандидат искусствоведения, профессор Владислав Корниенко. За последние пять лет Академия получила статус учреждения высшего образования, открыла магистратуру и на заочное отделение, начала принимать на обучение иностранных студентов. С этого же года Академия тесно сотрудничает с Национальным цирком Украины, и это является неотъемлемой составной частью обоих заведений, ежегодно совместно организует и проводит Гала-концерты выпускников Академии.
Среди достижений выпускников Академии — около 30 медалей на Международном цирковом фестивале в Париже «Цирк будущего»  Архивная копия от 4 декабря 2016 на Wayback Machine, 8 медалей, полученных на «Международном Цирковом Фестивале в Монте-Карло»  Архивная копия от 15 ноября 2016 на Wayback Machine, победы и призы ведущих цирковых фестивалей в Китае, США, Германии, Венгрии и других странах. Гран-При и призовые места на песенных фестивалях BENGIO Festival, «Славянском базаре» Архивная копия от 12 ноября 2016 на Wayback Machine в Витебске, Международном конкурсе «Новая волна» в Юрмале и на «Черноморских играх». Также выпускники Академии неоднократно представляли Украину на песенном конкурсе «Eurovision Архивная копия от 4 мая 2013 на Wayback Machine». Решающим для Киевской муниципальной Академии эстрадного и циркового искусств стал 2013 год: её выпускники получили на «Международном Цирковом Фестивале в Монте-Карло» сразу золото, серебро и бронзу, таким образом Украина автоматически вошла в тройку сильнейших цирковых государств мира.

## Ректор
- Корниенко Владислав Викторович (2011—2019) — профессор, кандидат искусствоведения, заслуженный деятель искусств Украины.
- Яковлев Александр Викторович (с 2019 года) — доктор культурологии, доцент.

## Выпускники
Гордостью Академии являются её выпускники, знаменитые не только на Украине, но и во всём мире.
В 1975 году выпускники циркового отделения Юрий Поздняков и Михаил Руденко победили на Всесоюзном конкурсе артистов эстрады в Москве.
В жанре иллюзии и манипуляции: Евгений Воронин, Галина Струтинская-Хейз, Виктор Войтко, Виталий Горбачевский, Влад Кривоногов, Виталий Лузкарь.
В жанре клоунады: Семен Шустер, театр «Мимикричи», комик-трио «Экивоки», клоунский синдикат «Арт-Обстрел».
В жанрах эквилибристики, жонглирования и акробатики: Юрий Поздняков, Виктор Кикта, Анатолий Залевский, Евгений Пимоненко, Юрий Шавро и Диана Алещенко, Эрик Пальчиков, Денис Толстов, братья Гринченко, Ирина Пицур, Наталья Василюк, братья Ирошниковы, Дмитрий Булкин, Александр Кобликов и цирковой театр «Бинго».
В жанре хореографии: балет «Freedom» и балет «А6».
В разговорном жанре эстрады: Анатолий Литвинов, Илья Ноябрев, Матвей Ганапольский, Клара Новикова, Александр Цекало, Владимир Данилец и Владимир Моисеенко, Андрей Данилко.
В жанре эстрадного вокала: Алина Паш, Николай Мозговой, Наталья Королева, Наталья Могилевская, Светлана Лобода, Анна и Ангелина Завальские (дуэт «Алиби»), Мика Ньютон, Макс Барских, Светлана Тарабарова, Мария Яремчук, Маша Гойя и многие другие.